# Sanguisorba verrucosa
La pimpinela verrugosa (Sanguisorba verrucosa ) es una especie de planta bienal perteneciente a la familia de las rosáceas.

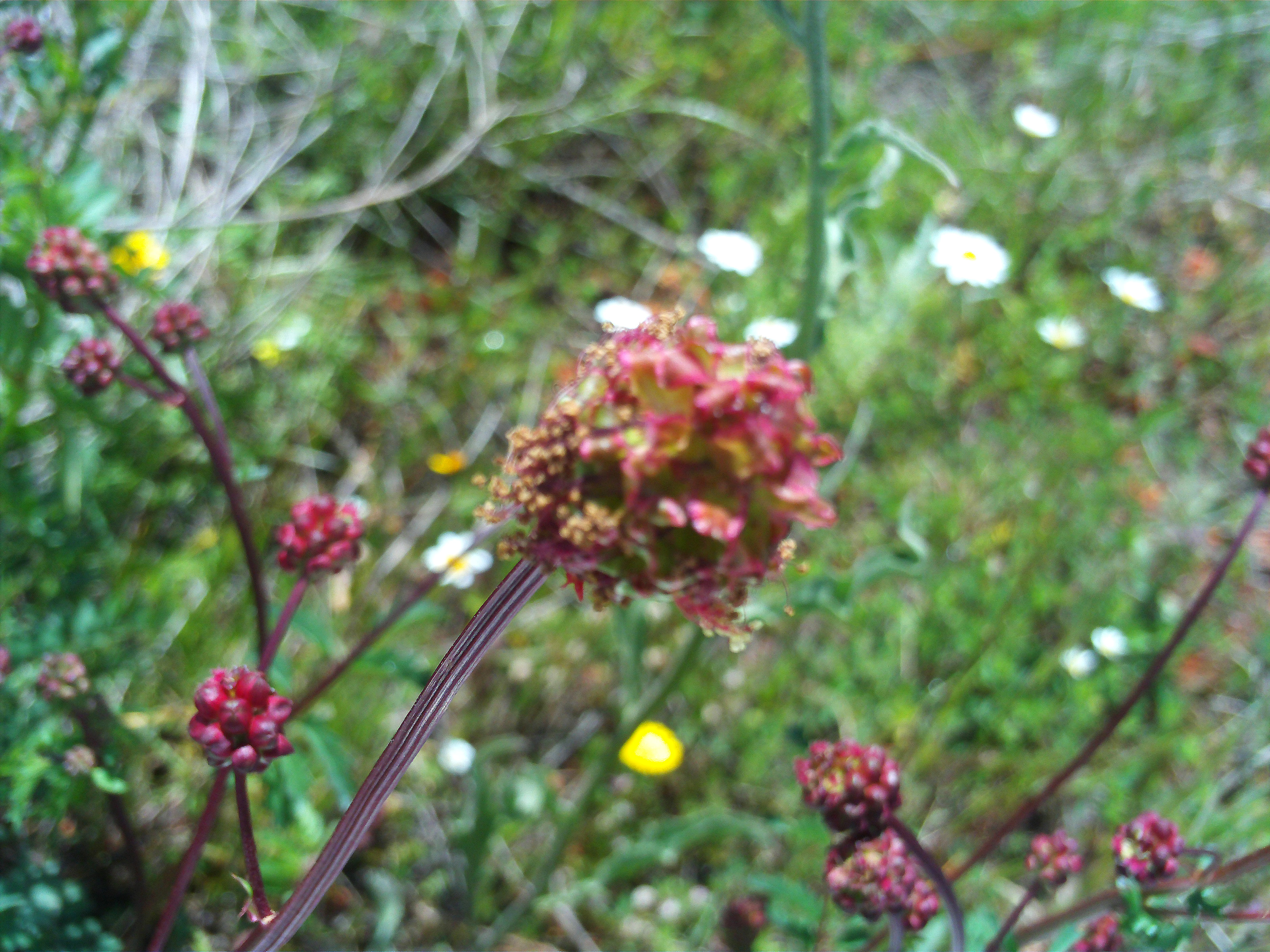
Flores

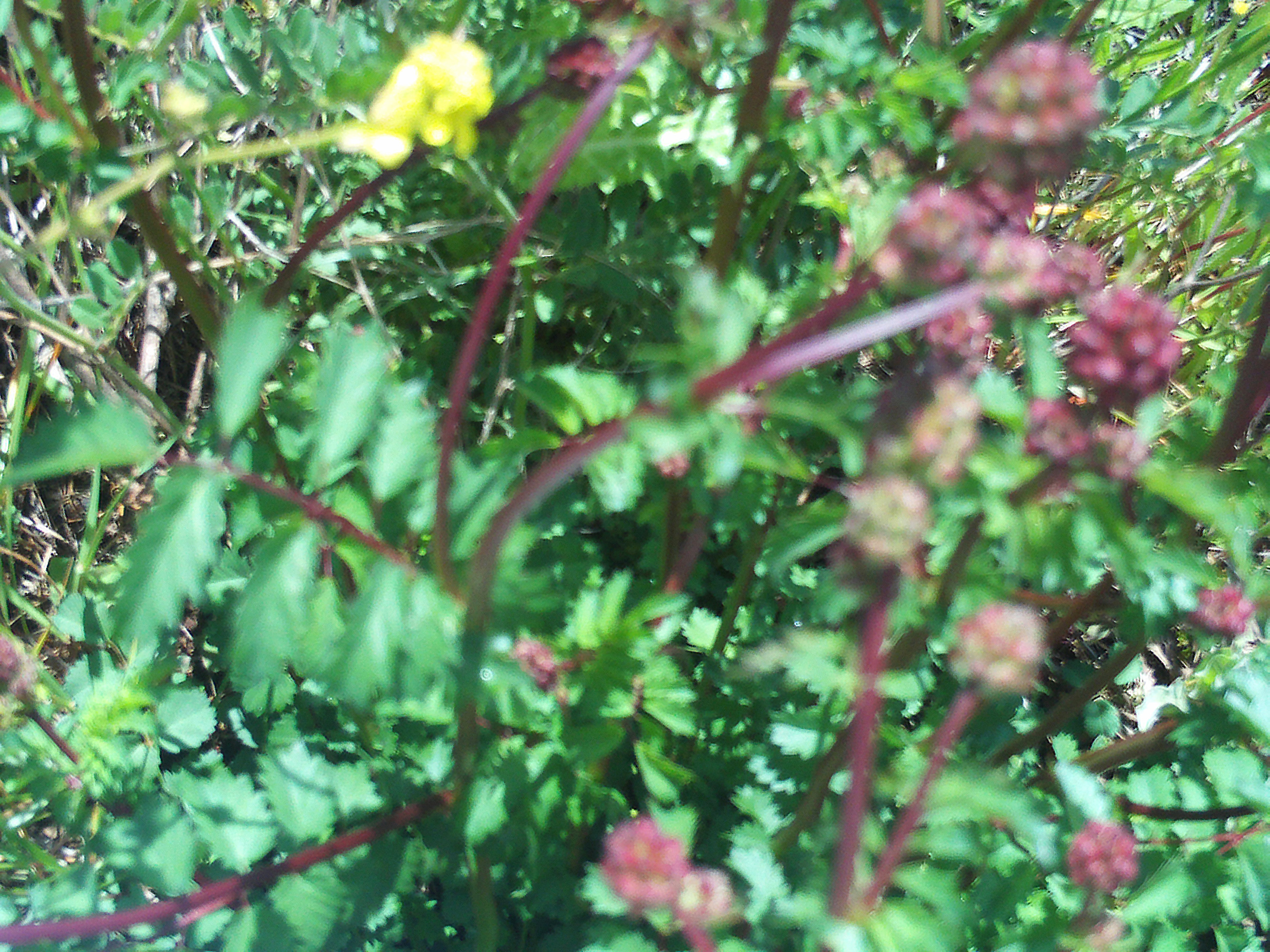
Hábito

## Descripción
Tiene tallos de 10-50 cm, aunque pueden ser mayores, más o menos ramificados, erectos casi siempre, con pelos densos; hojas inferiores agrupadas, largas, divididas hasta el nervio de 4-11 pares de folíolos con uno terminal, ovados o elípticos, algo plegados y de margen dentado, pelosos. Las flores, agrupadas de forma similar a las otras pimpinelas, sobre largo rabillo, en grupos con forma de porra, tienen flores femeninas, (solamente el pistilo), en la parte superior de la misma y flores hermafroditas, con estambres y pistilo en el resto. El pistilo es rojo y con numerosas ramitas abiertas. Los sépalos son verdosos, con algunos tintes púrpura a veces. Lo más característico de la especie es el fruto, grande, de 2,5-6 mm de largo por 2,5-4 de ancho, cortamente piramidal u ovoide, con varias caras en las que se evidencian grandes verrugas que le dan nombre. Florece bastante abundante, desde primavera y en verano. Tiene propiedades astringentes.

## Distribución y hábitat
En el Mediterráneo. En la península ibérica. Habita en lugares claros de matorrales, taludes y cunetas.

## Taxonomía
Sanguisorba verrucosa fue descrita por (Link ex G.Don) Ces. y publicado en Stirpes italicae rariores; 1840 ad tab. S.dodecandrae 1842.
Etimología
Sanguisorba: nombre genérico que deriva, probablemente, de la palabra latina sanguis refiriéndose a la capacidad de esta planta para frenar la hemorragia.  
verrucosa: epíteto latino que significa "verrugosa".
Citología
Número de cromosomas de Sanguisorba verrucosa (Fam. Rosaceae) y táxones infraespecíficos: 2n=28.
Sinonimia
- Poterium alophum Spach in Bourg.
- Poterium chrysogoni Sennen
- Poterium crispum Pomel
- Poterium dioicum Pau
- Poterium hirsutum Pau
- Poterium macropterum Pau
- Poterium magnolii Spach
- Poterium mauritanicum Boiss.
- Poterium microcarpum (Boiss.) Shuttlew.
- Poterium microphyllum Jord.
- Poterium multicaule Boiss. & Reut.
- Poterium spachianum Coss.
- Poterium trigynum Hoffmanns. & Link
- Poterium verrucosum Ehrenb. ex Decne.
- Poterium verrucosum Link ex G.Don
- Sanguisorba ancistroides sensu Cout.
- Sanguisorba magnolii (Spach) A.Braun & C.D. Bouché
- Sanguisorba magnolii (Spach) Rothm. & P.Silva
- Sanguisorba mediterranea Bubani
- Sanguisorba multicaulis (Boiss. & Reut.) A. Braun & C.D. Bouché
- Sanguisorba spachiana (Coss.) A. Braun & C.D. Bouché[3]
- Poterium alveolosum var. crispum (Pomel) Batt.
- Poterium ancistroides var. vincentinum Chodat
- Poterium mauretanicum (Desf.) Boiss.
- Poterium muricatum subsp. magnolii (Spach) Arcang.
- Poterium muricatum subsp. verrucosum (Link ex G.Don) Arcang.
- Poterium sanguisorba subsp. magnolii (Spach) Bonnier & Layens
- Poterium sanguisorba var. magnolii (Spach) Gillet & Magne
- Poterium sanguisorba var. microcarpum (Boiss.) Arcang.
- Poterium sanguisorba var. spachianum (Coss.) Samp.
- Poterium sanguisorba var. verrucosum (Link ex G.Don) Pamp.
- Sanguisorba mauritanica Desf.
- Sanguisorba minor subsp. magnolii (Spach) Cout.
- Sanguisorba minor var. microcarpa (Boiss.) Briq.
- Sanguisorba minor var. minor
- Sanguisorba minor subsp. verrucosa (Link ex G.Don) Cout.
- Sanguisorba minor var. verrucosa (Link ex G.Don) Maire
- Sanguisorba multicaulis (Boiss. & Reut.) A.Braun & C.D.Bouch‚
- Sanguisorba sanguisorba var. microphylla (Jord. ex Nyman) Asch. & Graebn.
- Sanguisorba spachiana (Coss.) A.Braun & C.D.Bouch‚
- Sanguisorba vulgaris var. verrucosa (Link ex G.Don) Pau[5]

## Nombres comunes
- Castellano: alfileres, árnica, cascabelillos, cernajuela, fresilla, garbancillo, pampanilla, perifolio, pimpinela, pimpinela fina, pimpinela menor, sanguisorba extremeña, sanguisorba menor, setenrama, sietenrama, solisorba, yerba la mora, yerba pepinera.[3]